# Absolute Music 28
Absolute Music 28 er en kompilation i serien Absolute Music udgivet den 16. november 2001.

## Spor
1. Kylie Minogue – "Can't Get You Out Of My Head"
2. Uncle Kracker – "Follow Me"
3. Thomas Helmig – "Blind Man's Bluff"
4. Mary J. Blige – "Family Affair"
5. Hermes House Band – "Country Roads"
6. Blue – "All Rise"
7. Yakita – "Angel"
8. Ms Mukupa feat. Jørgen Klubien – "Raindance"
9. Jennifer Lopez – "Ain't It Funny"
10. Atomic Kitten – "Eternal Flame"
11. Westlife – When You're Looking Like That"
12. Robbie Williams – "Eternity"
13. Roger Sanches – "Another Chance"
14. Safri Duo – "Baya-Baya"
15. U2 – "Elevation"
16. Daddy DJ – "The Girl In Red"
17. Five – "Let's Dance"
18. D12 – "Purple Hills"